# Lista monumentelor istorice din județul Buzău

Simbol pentru monumentele istorice

Lista monumentelor istorice din județul Buzău cuprinde monumentele istorice din județul Buzău înscrise în Patrimoniul cultural național al României.
Lista completă este menținută și actualizată periodic de către Ministerul Culturii, Cultelor și Patrimoniului Național din România, prin intermediul Institutului Național al Patrimoniului, ultima versiune datând din 2015. Această listă cuprinde și actualizările ulterioare, realizate prin ordin al ministrului culturii.
Datorită numărului mare de monumente, această listă a fost împărțită după localitatea în care se află monumentul. Dacă știți localitatea (satul sau orașul) în care se află monumentul, alegeți localitatea din lista din această pagină. Dacă nu știți localitatea, puteți căuta un monument din județ folosind formularul de mai jos.
| A ↑ A B C D E F G H I Î J K L M N O P Q R S Ș T Ț U V W X Y Z ↓ | A ↑ A B C D E F G H I Î J K L M N O P Q R S Ș T Ț U V W X Y Z ↓ | A ↑ A B C D E F G H I Î J K L M N O P Q R S Ș T Ț U V W X Y Z ↓ | A ↑ A B C D E F G H I Î J K L M N O P Q R S Ș T Ț U V W X Y Z ↓ | A ↑ A B C D E F G H I Î J K L M N O P Q R S Ș T Ț U V W X Y Z ↓ | A ↑ A B C D E F G H I Î J K L M N O P Q R S Ș T Ț U V W X Y Z ↓ | A ↑ A B C D E F G H I Î J K L M N O P Q R S Ș T Ț U V W X Y Z ↓ | A ↑ A B C D E F G H I Î J K L M N O P Q R S Ș T Ț U V W X Y Z ↓ | A ↑ A B C D E F G H I Î J K L M N O P Q R S Ș T Ț U V W X Y Z ↓ | A ↑ A B C D E F G H I Î J K L M N O P Q R S Ș T Ț U V W X Y Z ↓ |
| --------------------------------------------------------------- | --------------------------------------------------------------- | --------------------------------------------------------------- | --------------------------------------------------------------- | --------------------------------------------------------------- | --------------------------------------------------------------- | --------------------------------------------------------------- | --------------------------------------------------------------- | --------------------------------------------------------------- | --------------------------------------------------------------- |
| Albești                                                         | Aldeni                                                          | Aluniș                                                          |                                                                 |                                                                 |                                                                 |                                                                 |                                                                 |                                                                 |                                                                 |
| B ↑ A B C D E F G H I Î J K L M N O P Q R S Ș T Ț U V W X Y Z ↓ |                                                                 |                                                                 |                                                                 |                                                                 |                                                                 |                                                                 |                                                                 |                                                                 |                                                                 |
| Balta Albă                                                      | Băbeni                                                          | Bădeni                                                          | Bădila                                                          | Băești                                                          |                                                                 |                                                                 |                                                                 |                                                                 |                                                                 |
| Bălănești                                                       | Băltăgari                                                       | Bălteni                                                         | Bâscenii De Jos                                                 | Bâscenii De Sus                                                 |                                                                 |                                                                 |                                                                 |                                                                 |                                                                 |
| Begu                                                            | Berca                                                           | Boldu                                                           | Bozioru                                                         | Breaza                                                          |                                                                 |                                                                 |                                                                 |                                                                 |                                                                 |
| Buda Crăciunești                                                | Budești                                                         | Buzău                                                           |                                                                 |                                                                 |                                                                 |                                                                 |                                                                 |                                                                 |                                                                 |
| C ↑ A B C D E F G H I Î J K L M N O P Q R S Ș T Ț U V W X Y Z ↓ |                                                                 |                                                                 |                                                                 |                                                                 |                                                                 |                                                                 |                                                                 |                                                                 |                                                                 |
| Calvini                                                         | Caragele                                                        | Casota                                                          | Cătina                                                          | Câmpulungeanca                                                  |                                                                 |                                                                 |                                                                 |                                                                 |                                                                 |
| Cândești                                                        | Cârlomănești                                                    | Cernătești                                                      | Chiliile                                                        | Chiojdu                                                         |                                                                 |                                                                 |                                                                 |                                                                 |                                                                 |
| Ciobănoaia                                                      | Cioranca                                                        | Cislău                                                          | Ciuta                                                           | Clondiru                                                        |                                                                 |                                                                 |                                                                 |                                                                 |                                                                 |
| Clondiru De Sus                                                 | Coca-Antimirești                                                | Cocârceni                                                       | Colți                                                           | Costești                                                        |                                                                 |                                                                 |                                                                 |                                                                 |                                                                 |
| Costieni                                                        | Coțatcu                                                         |                                                                 |                                                                 |                                                                 |                                                                 |                                                                 |                                                                 |                                                                 |                                                                 |
| D ↑ A B C D E F G H I Î J K L M N O P Q R S Ș T Ț U V W X Y Z ↓ |                                                                 |                                                                 |                                                                 |                                                                 |                                                                 |                                                                 |                                                                 |                                                                 |                                                                 |
| Dara                                                            | Dănulești                                                       | Dâlma                                                           | Dealul Viei                                                     | Dedulești                                                       |                                                                 |                                                                 |                                                                 |                                                                 |                                                                 |
| Dulbanu                                                         |                                                                 |                                                                 |                                                                 |                                                                 |                                                                 |                                                                 |                                                                 |                                                                 |                                                                 |
| F ↑ A B C D E F G H I Î J K L M N O P Q R S Ș T Ț U V W X Y Z ↓ |                                                                 |                                                                 |                                                                 |                                                                 |                                                                 |                                                                 |                                                                 |                                                                 |                                                                 |
| Fântânele                                                       | Fințești                                                        | Florica                                                         | Fundeni                                                         |                                                                 |                                                                 |                                                                 |                                                                 |                                                                 |                                                                 |
| G ↑ A B C D E F G H I Î J K L M N O P Q R S Ș T Ț U V W X Y Z ↓ |                                                                 |                                                                 |                                                                 |                                                                 |                                                                 |                                                                 |                                                                 |                                                                 |                                                                 |
| Găvanele                                                        | Găvănești                                                       | Gherăseni                                                       | Glodeanu-Siliștea                                               | Gornet                                                          |                                                                 |                                                                 |                                                                 |                                                                 |                                                                 |
| Grăjdana                                                        | Grebănu                                                         | Greceanca                                                       | Gura Bădicului                                                  | Gura Câlnăului                                                  |                                                                 |                                                                 |                                                                 |                                                                 |                                                                 |
| H ↑ A B C D E F G H I Î J K L M N O P Q R S Ș T Ț U V W X Y Z ↓ |                                                                 |                                                                 |                                                                 |                                                                 |                                                                 |                                                                 |                                                                 |                                                                 |                                                                 |
| Haleș                                                           | Heliade Rădulescu                                               | Homești                                                         |                                                                 |                                                                 |                                                                 |                                                                 |                                                                 |                                                                 |                                                                 |
| I ↑ A B C D E F G H I Î J K L M N O P Q R S Ș T Ț U V W X Y Z ↓ |                                                                 |                                                                 |                                                                 |                                                                 |                                                                 |                                                                 |                                                                 |                                                                 |                                                                 |
| Istrița De Jos                                                  | Ivănețu                                                         | Izvoarele                                                       | Izvoranu                                                        | Izvoru Dulce                                                    |                                                                 |                                                                 |                                                                 |                                                                 |                                                                 |
| J ↑ A B C D E F G H I Î J K L M N O P Q R S Ș T Ț U V W X Y Z ↓ |                                                                 |                                                                 |                                                                 |                                                                 |                                                                 |                                                                 |                                                                 |                                                                 |                                                                 |
| Jghiab                                                          | Joseni                                                          |                                                                 |                                                                 |                                                                 |                                                                 |                                                                 |                                                                 |                                                                 |                                                                 |
| L ↑ A B C D E F G H I Î J K L M N O P Q R S Ș T Ț U V W X Y Z ↓ |                                                                 |                                                                 |                                                                 |                                                                 |                                                                 |                                                                 |                                                                 |                                                                 |                                                                 |
| Lanurile                                                        | Largu                                                           | Leiculești                                                      | Limpeziș                                                        | Lipia                                                           |                                                                 |                                                                 |                                                                 |                                                                 |                                                                 |
| Lopătari                                                        | Lunca                                                           | Lunca Frumoasă                                                  | Lunca Priporului                                                |                                                                 |                                                                 |                                                                 |                                                                 |                                                                 |                                                                 |
| M ↑ A B C D E F G H I Î J K L M N O P Q R S Ș T Ț U V W X Y Z ↓ |                                                                 |                                                                 |                                                                 |                                                                 |                                                                 |                                                                 |                                                                 |                                                                 |                                                                 |
| Maxenu                                                          | Măgura                                                          | Mănăstirea Rătești                                              | Mărăcineni                                                      | Mărunțișu                                                       |                                                                 |                                                                 |                                                                 |                                                                 |                                                                 |
| Mătești                                                         | Merei                                                           | Mlăjet                                                          | Moisica                                                         | Movila Banului                                                  |                                                                 |                                                                 |                                                                 |                                                                 |                                                                 |
| Murgești                                                        |                                                                 |                                                                 |                                                                 |                                                                 |                                                                 |                                                                 |                                                                 |                                                                 |                                                                 |
| N ↑ A B C D E F G H I Î J K L M N O P Q R S Ș T Ț U V W X Y Z ↓ |                                                                 |                                                                 |                                                                 |                                                                 |                                                                 |                                                                 |                                                                 |                                                                 |                                                                 |
| Nehoiu                                                          | Nenciulești                                                     | Nișcov                                                          | Nucu                                                            |                                                                 |                                                                 |                                                                 |                                                                 |                                                                 |                                                                 |
| O ↑ A B C D E F G H I Î J K L M N O P Q R S Ș T Ț U V W X Y Z ↓ |                                                                 |                                                                 |                                                                 |                                                                 |                                                                 |                                                                 |                                                                 |                                                                 |                                                                 |
| Odăile                                                          | Ogrăzile                                                        | Oreavu                                                          |                                                                 |                                                                 |                                                                 |                                                                 |                                                                 |                                                                 |                                                                 |
| P ↑ A B C D E F G H I Î J K L M N O P Q R S Ș T Ț U V W X Y Z ↓ |                                                                 |                                                                 |                                                                 |                                                                 |                                                                 |                                                                 |                                                                 |                                                                 |                                                                 |
| Padina                                                          | Pănătău                                                         | Pârscov                                                         | Petrăchești                                                     | Petrișoru                                                       |                                                                 |                                                                 |                                                                 |                                                                 |                                                                 |
| Pietraru                                                        | Pietroasa Mică                                                  | Pietroasele                                                     | Pietrosu                                                        | Pinu                                                            |                                                                 |                                                                 |                                                                 |                                                                 |                                                                 |
| Plavățu                                                         | Plăișor                                                         | Pleșești                                                        | Poșta                                                           | Poșta Câlnău                                                    |                                                                 |                                                                 |                                                                 |                                                                 |                                                                 |
| Potârnichești                                                   | Proșca                                                          |                                                                 |                                                                 |                                                                 |                                                                 |                                                                 |                                                                 |                                                                 |                                                                 |
| R ↑ A B C D E F G H I Î J K L M N O P Q R S Ș T Ț U V W X Y Z ↓ |                                                                 |                                                                 |                                                                 |                                                                 |                                                                 |                                                                 |                                                                 |                                                                 |                                                                 |
| Râmnicelu                                                       | Râmnicu Sărat                                                   | Râpile                                                          | Roșioru                                                         | Rubla                                                           |                                                                 |                                                                 |                                                                 |                                                                 |                                                                 |
| Ruginoasa                                                       | Runcu                                                           |                                                                 |                                                                 |                                                                 |                                                                 |                                                                 |                                                                 |                                                                 |                                                                 |
| S ↑ A B C D E F G H I Î J K L M N O P Q R S Ș T Ț U V W X Y Z ↓ |                                                                 |                                                                 |                                                                 |                                                                 |                                                                 |                                                                 |                                                                 |                                                                 |                                                                 |
| Săhăteni                                                        | Sălcioara                                                       | Săpoca                                                          | Sărata Monteoru                                                 | Sărulești                                                       |                                                                 |                                                                 |                                                                 |                                                                 |                                                                 |
| Săsenii Noi                                                     | Săsenii Vechi                                                   | Scăeni                                                          | Scorțoasa                                                       | Sibiciu De Jos                                                  |                                                                 |                                                                 |                                                                 |                                                                 |                                                                 |
| Sibiciu De Sus                                                  | Smârdan                                                         | Smeeni                                                          | Stâlpu                                                          | Sudiți                                                          |                                                                 |                                                                 |                                                                 |                                                                 |                                                                 |
| Ș ↑ A B C D E F G H I Î J K L M N O P Q R S Ș T Ț U V W X Y Z ↓ |                                                                 |                                                                 |                                                                 |                                                                 |                                                                 |                                                                 |                                                                 |                                                                 |                                                                 |
| Știubei                                                         | Șuchea                                                          |                                                                 |                                                                 |                                                                 |                                                                 |                                                                 |                                                                 |                                                                 |                                                                 |
| T ↑ A B C D E F G H I Î J K L M N O P Q R S Ș T Ț U V W X Y Z ↓ |                                                                 |                                                                 |                                                                 |                                                                 |                                                                 |                                                                 |                                                                 |                                                                 |                                                                 |
| Târcov                                                          | Tega                                                            |                                                                 |                                                                 |                                                                 |                                                                 |                                                                 |                                                                 |                                                                 |                                                                 |
| Ț ↑ A B C D E F G H I Î J K L M N O P Q R S Ș T Ț U V W X Y Z ↓ |                                                                 |                                                                 |                                                                 |                                                                 |                                                                 |                                                                 |                                                                 |                                                                 |                                                                 |
| Țintești                                                        |                                                                 |                                                                 |                                                                 |                                                                 |                                                                 |                                                                 |                                                                 |                                                                 |                                                                 |
| U ↑ A B C D E F G H I Î J K L M N O P Q R S Ș T Ț U V W X Y Z ↓ |                                                                 |                                                                 |                                                                 |                                                                 |                                                                 |                                                                 |                                                                 |                                                                 |                                                                 |
| Udați-Lucieni                                                   | Ulmeni                                                          | Ursoaia                                                         |                                                                 |                                                                 |                                                                 |                                                                 |                                                                 |                                                                 |                                                                 |
| V ↑ A B C D E F G H I Î J K L M N O P Q R S Ș T Ț U V W X Y Z ↓ |                                                                 |                                                                 |                                                                 |                                                                 |                                                                 |                                                                 |                                                                 |                                                                 |                                                                 |
| Vadu Sorești                                                    | Valea Cătinei                                                   | Valea Lupului                                                   | Valea Muscelului                                                | Valea Nehoiașului                                               |                                                                 |                                                                 |                                                                 |                                                                 |                                                                 |
| Valea Puțului                                                   | Valea Râmnicului                                                | Valea Șchiopului                                                | Valea Viei                                                      | Varlaam                                                         |                                                                 |                                                                 |                                                                 |                                                                 |                                                                 |
| Văcăreasca                                                      | Văvălucile                                                      | Vâlcele                                                         | Vernești                                                        | Vintilă Vodă                                                    |                                                                 |                                                                 |                                                                 |                                                                 |                                                                 |
| Z ↑ A B C D E F G H I Î J K L M N O P Q R S Ș T Ț U V W X Y Z ↓ |                                                                 |                                                                 |                                                                 |                                                                 |                                                                 |                                                                 |                                                                 |                                                                 |                                                                 |
| Zărneștii De Slănic                                             | Ziduri                                                          | Zoița                                                           | Zorești                                                         |                                                                 |                                                                 |                                                                 |                                                                 |                                                                 |                                                                 |